# Нюгрен, Никлас
Ни́клас Ню́грен (швед. Nicklas Nygren; род. 6 января 1983, Швеция) — шведский разработчик видеоигр, более известный как «Nifflas». Является создателем аркадных игр, многие из которых доступны на его персональном сайте бесплатно. При создании игр выступает в роли программиста, художника, геймдизайнера и композитора.

## Игры
- Within a Deep Forest
- Knytt
- Knytt Stories
- Knytt Underground
- The Great Work
- Saira
- FiNCK
- NightSky

### Творческое начало
Никлас Нюгрен свою карьеру разработчика игр начинал с нескольких простых игр. Многие из этих игр очень простые — они содержали некое подобие физического движка и один уровень, для тестирования физики. Однако эти наработки Никлас позже включал в свои поздние игры. Так в это время у Никласа зародилась идея использования мяча в роли главного героя игры. К ранним играм можно отнести следующие:
- The Turtle Philosopher — простой платформер
- Pteranodon — простой 2D музыкальный вертикальный скроллер в стиле «shoot 'em up»
- The #ModArchive series — ранние платформеры с мячом в роли главного героя
  - #ModArchive Story
  - #ModArchive Story 2: Operator Status
- Riddle — простая игра головоломка
- Geoffrey the Fly — простой платформер
- Roll — простой платформер с мячом в роли главного героя

Ранние бета-версии:
- Dis
- Goble
- Pie War in Water
- Within a Deep Forest 2

### Другие игры
- Car Game
- Bagatelle
- Cannon
- ClickDrop
- Det Officiella EDGE Dataspelet
- Avoid the Evil Space Eel
- The Mushroom Engine
- R-Type 3.141592653589793238469

Никлас так же упоминался в титрах следующих игр:
- Bonesaw
- Floating Islands Game
- Heroes in Guitarland

### Различные интервью
- интервью на сайте Gamin.ru
- interview with Nifflas, from CTGmusic.com
- interview with Nifflas, from planetfreeplay.com